# Gran renúncia masculina

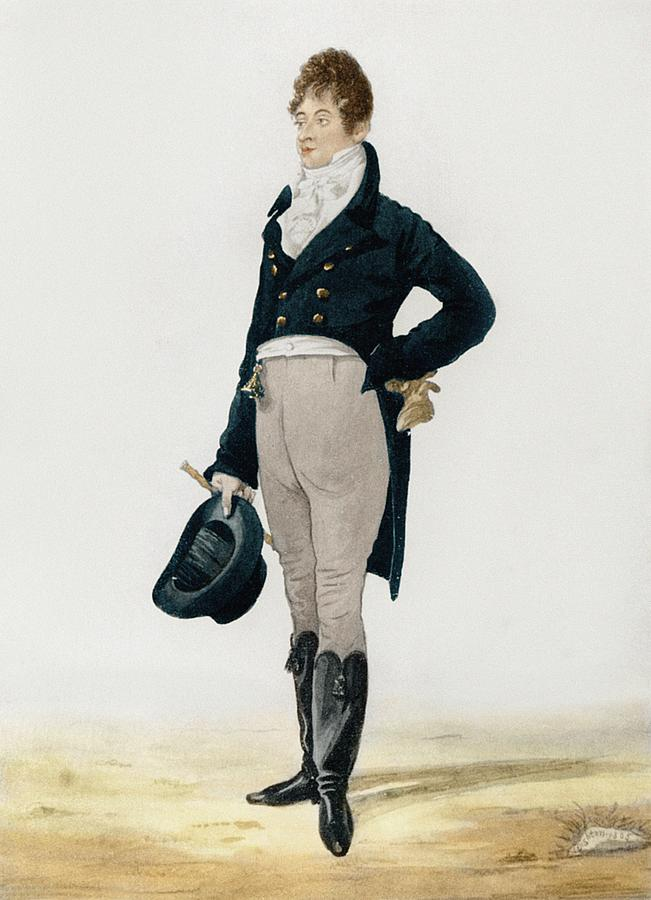
Beau Brummell vestit amb tons clars de blanc, negre, blau marí i camussa

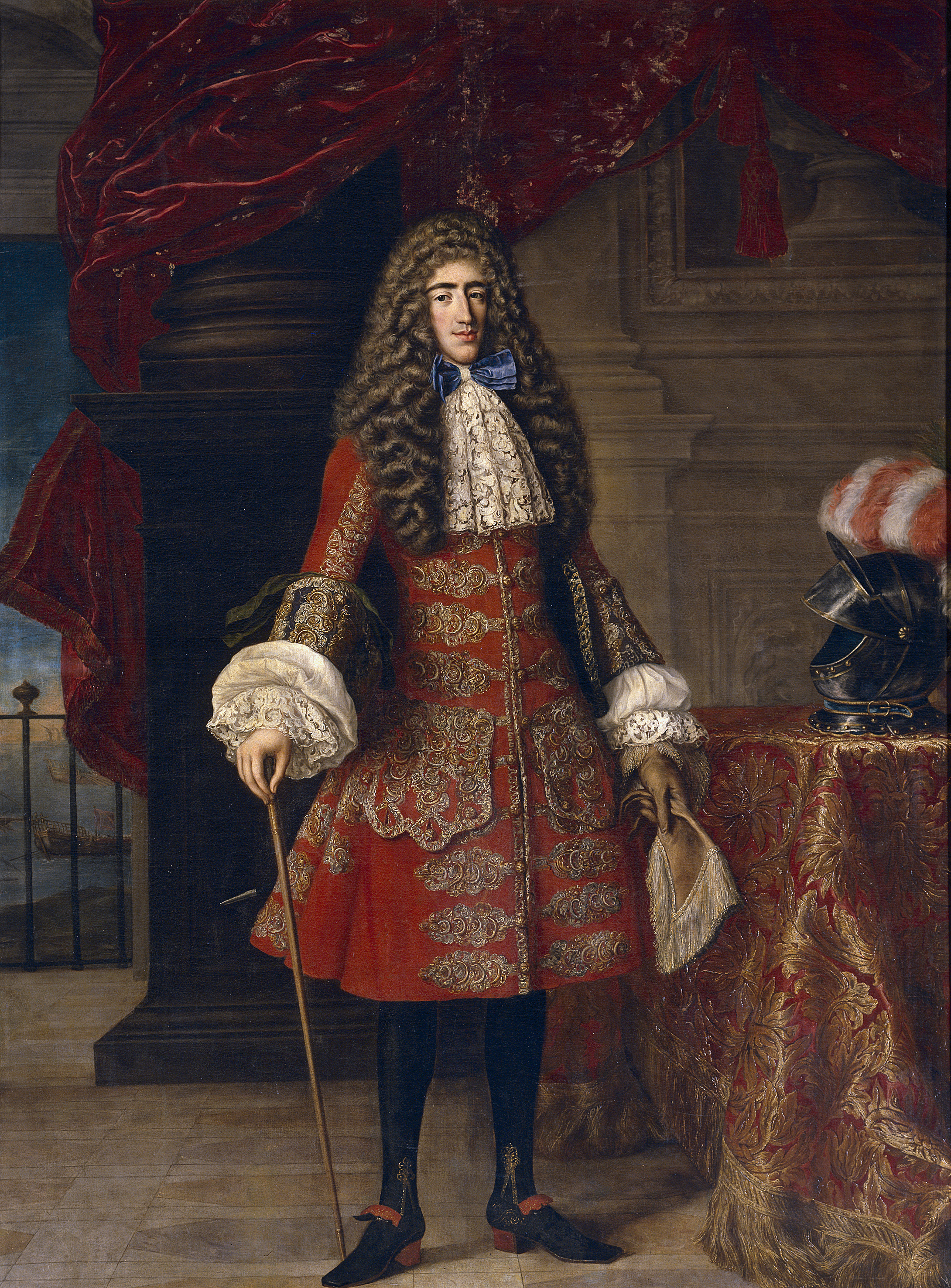
Luis Francisco de la Cerda en una casaca vermella luxosa c. 1684.

La gran renúncia masculina (francès: Grande Renonciation masculine) és el fenomen històric de finals del segle XVIII en què els homes rics occidentals van deixar d'utilitzar colors vius, formes elaborades i varietat en el seu vestit, que es van deixar a la roba femenina. En canvi, els homes es van concentrar en minúscules diferències de tall i en la qualitat de la tela llisa.
Encunyat pel psicòleg angloalemany John Flügel l'any 1930, es considera un punt d'inflexió important en la història de la moda en què els homes van renunciar a la seva pretensió d'adorn i bellesa. Flügel va afirmar que els homes "van abandonar la seva pretensió de ser considerats bells" i "es van enfocar en ser útils". La Gran Renuncia va fomentar l'establiment del monopoli del vestit masculí sobre els codis de vestimenta masculina a principis del segle XIX.

## Història
La Gran Renuncia Masculina va començar a mitjans del segle XVIII, inspirada en els ideals de la Il·lustració; La roba que indicava l'estatus aristocràtic va passar de moda a favor de peces funcionals i utilitàries. La nova pràctica de la roba masculina també va coincidir amb l'articulació de la idea que els homes eren racionals i que les dones eren frívoles i emocionals.
Durant la Revolució Francesa, portar un vestit associat a l'Antic Règim feia del portador un objectiu per als jacobins. Els homes de la classe treballadora de l'època, molts dels quals eren revolucionaris, van passar a ser coneguts com a sans-culottes perquè no es podien permetre calçons de seda i, en canvi, portaven pantalons menys cars. El terme va ser utilitzat per primera vegada com a insult per l'oficial francès Jean-Bernard Gauthier de Murnan, però va ser reclamat per aquests homes al voltant de l'època de la manifestació del 20 de juny de 1792.
Als Estats Units, el moviment es va associar amb el republicanisme nord-americà, amb Benjamin Franklin abandonant la seva perruca durant la Revolució americana.
Els estàndards posteriors a la renúncia per a la vestimenta masculina no van ser qüestionats en gran manera al món occidental abans de l'auge de la contracultura i l'augment de la informalitat als anys seixanta.

## Característiques
La roba de color fosc o negre es va convertir en l'estàndard per a la roba masculina durant la Renuncia. Els talons alts, adoptats a Europa a principis del segle XVII a partir de les sabates perses de muntar, van passar de moda per als homes a la dècada de 1740. Els pantalons ajustats que suggerien una millor confecció i accentuen la força de la figura masculina, especialment les cames, van ser substituïts per pantalons. També es van abandonar les mitges i les perruques i teles cares.